# Samsung Galaxy Z (serie)
 In corso...
La serie Samsung Galaxy Z è una linea di smartphone pieghevoli prodotti da Samsung Electronics. Con l'annuncio del Galaxy Z Flip, i futuri smartphone pieghevoli di Samsung faranno parte della serie Galaxy Z.

## Prodotti

### Samsung Galaxy Fold
Il Samsung Galaxy Fold è stato il primo telefono della serie Galaxy Z e l'unico non commercializzato con il marchio "Z". È stato annunciato il 20 febbraio 2019 e immesso sul mercato il 6 settembre 2019 in Corea del Sud. Una versione del dispositivo commercializzato come Samsung W20 5G è stata immessa sul mercato il 12 dicembre esclusivamente per China Telecom, con un processore Snapdragon 855+ più veloce e un'unica finitura bianca.

### Samsung Galaxy Z Flip
Il Samsung Galaxy Z Flip e Z Flip 5G sono stati rilasciati rispettivamente il 14 febbraio 2020 e il 7 agosto 2020, ed è stato il primo dispositivo ad essere commercializzato con il marchio "Z". A differenza del Galaxy Fold, il dispositivo si ripiega verticalmente e utilizza un vetro ibrido rivestimento marchiato "Infinity Flex Display".

### Samsung Galaxy Z Fold 2
Il Samsung Galaxy Z Fold 2 5G è la seconda generazione del design della piega verso l'esterno di Samsung introdotto con la piega originale. Presenta aggiornamenti importanti come uno schermo frontale significativamente più grande rispetto al suo predecessore, uno schermo pieghevole da 120 Hz ad alta frequenza di aggiornamento, cornici minime e fotocamere migliorate. Un modello di lusso chiamato Samsung W21 5G è stato presentato nel novembre 2020 esclusivamente per il mercato cinese.

### Samsung Galaxy Z Fold 3 e Z Flip 3 5G
I dispositivi sono stati presentati l'11 agosto 2021.

### Samsung Galaxy Z Fold 4 e Z Flip 4
I dispositivi sono stati presentati il 10 agosto 2022 e rilasciati due settimane dopo.

### Samsung Galaxy Z Fold 5 e Z Flip 5
I dispositivi sono stati presentati il 26 luglio 2023 e rilasciati due settimane dopo.

### Samsung Galaxy Z Fold 6 e Z Flip 6
I dispositivi sono stati presentati il 10 luglio 2024 e rilasciati due settimane dopo.